# Merryweather & Sons
Merryweather & Sons é o nome comercial de uma tradicional empresa britânica, fabricante de produtos para o combate a incêndios.

## Histórico
A Merryweather & Sons possui origem na empresa fundada em 1690, por Nathaniel Hadley, fabricante, dentre outras coisas, de bombas (manuais) e equipamentos de combate a incêndios.
Nessa época a empresa era conhecida como Hadley - Simpkin, devido a denominação do modelo de bomba sob patente comercial com esse nome.
Em 1791 Henry Lott ingressou na empresa, que então passou a designar-se Hadley, Simpkin e Lott.
Posteriormente Lott assumiu o controle total da fábrica, e ao se aposentar, repassou-a ao seu sobrinho (por relação de casamento) Moses Merryweather, funcionário desde 1807.
Em 1862 foi construída uma nova fábrica em Lambeth, Londres, onde se passou a fabricar motores a vapor. E com a substituição das antigas bombas manuais por outras a motor a vapor, e posteriormente a motor a explosão, no início do século XX, a fábrica adquiriu fama mundial.
A história recente da empresa não é bem conhecida. Em algum momento ela mudou-se para o País de Gales, e seus estoques se extinguiram em 1980. Existe em 1999 o registro de uma empresa de equipamentos de segurança, denominada Morris Merryweather, sob administração judicial; porém, sem existir mais informações sobre seus vínculos com a Merryweather & Sons.

## Galeria de imagens

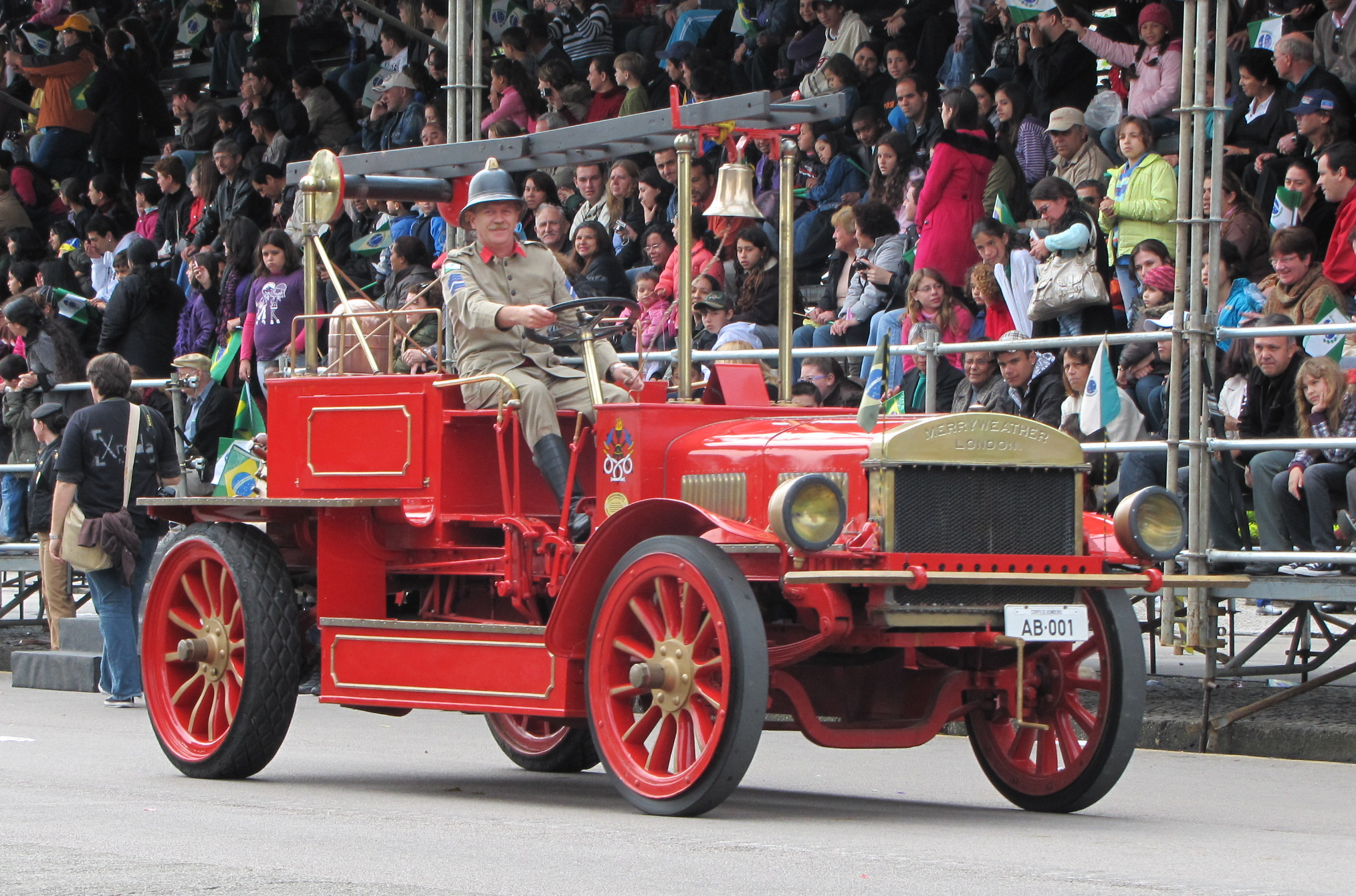
Viatura Merryweather do Corpo de Bombeiros do Paraná.
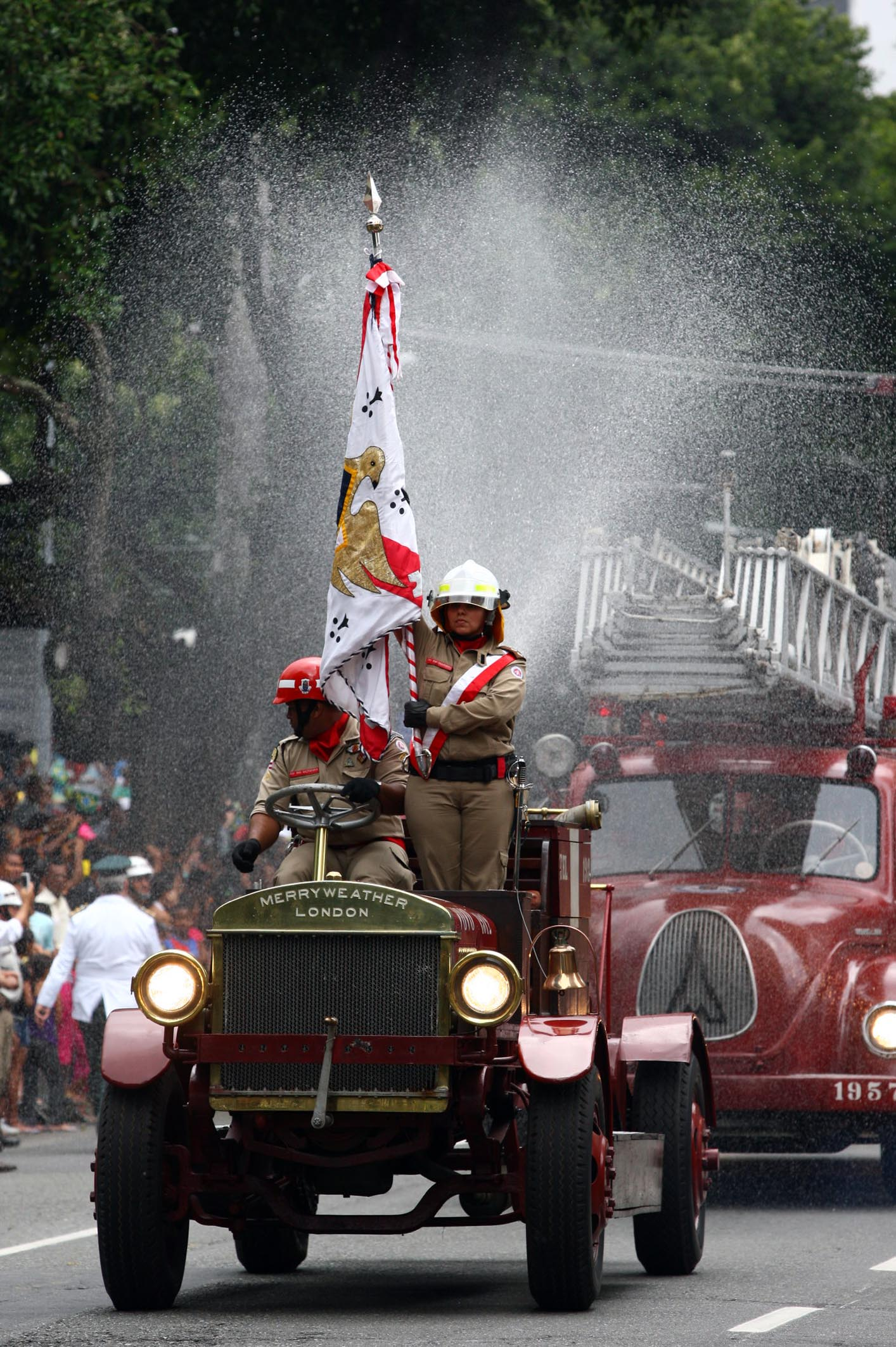
Desfile militar do Corpo de Bombeiros Militar da Bahia, 2009.
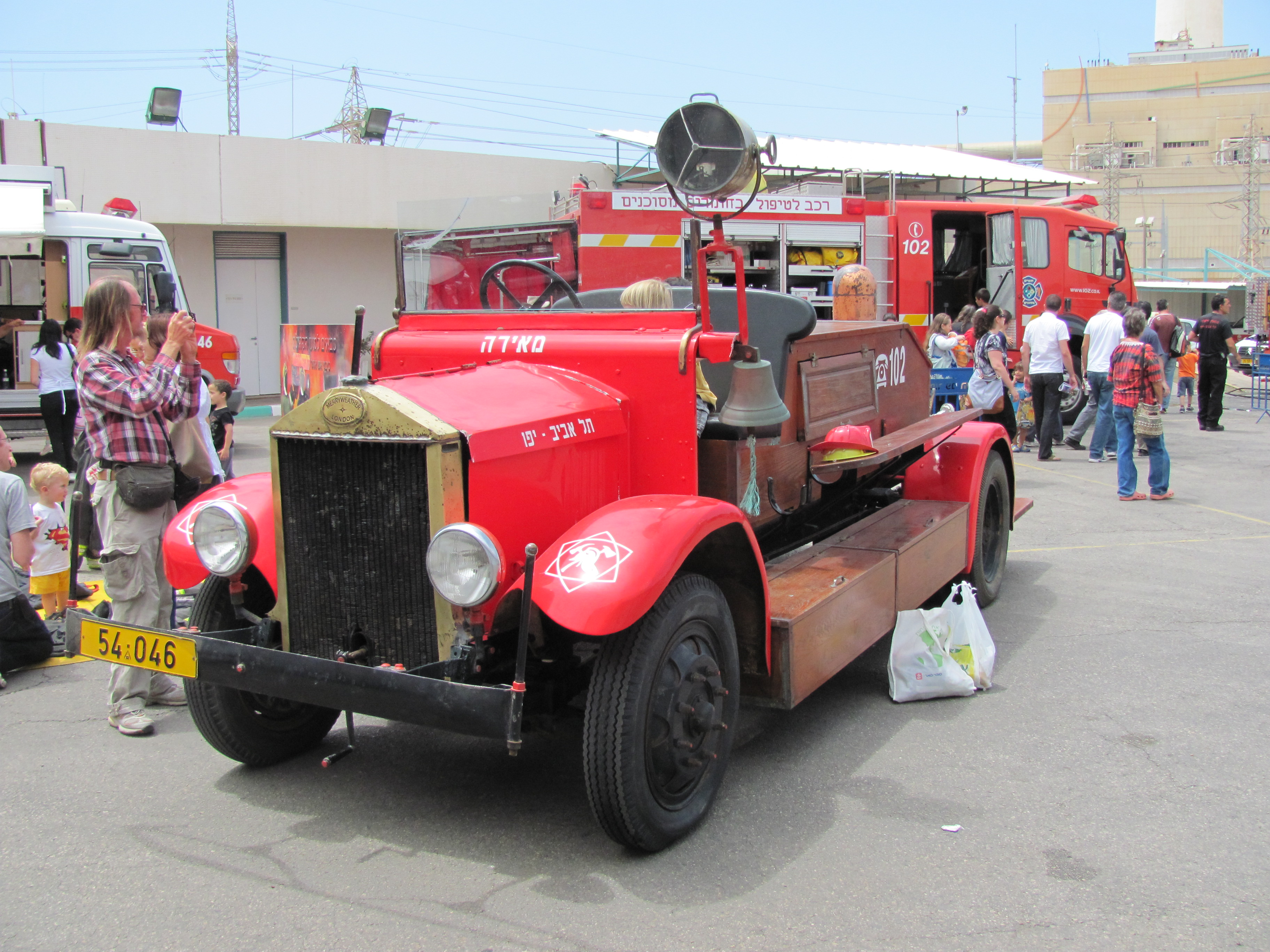
Viatura dos anos trinta, Israel.
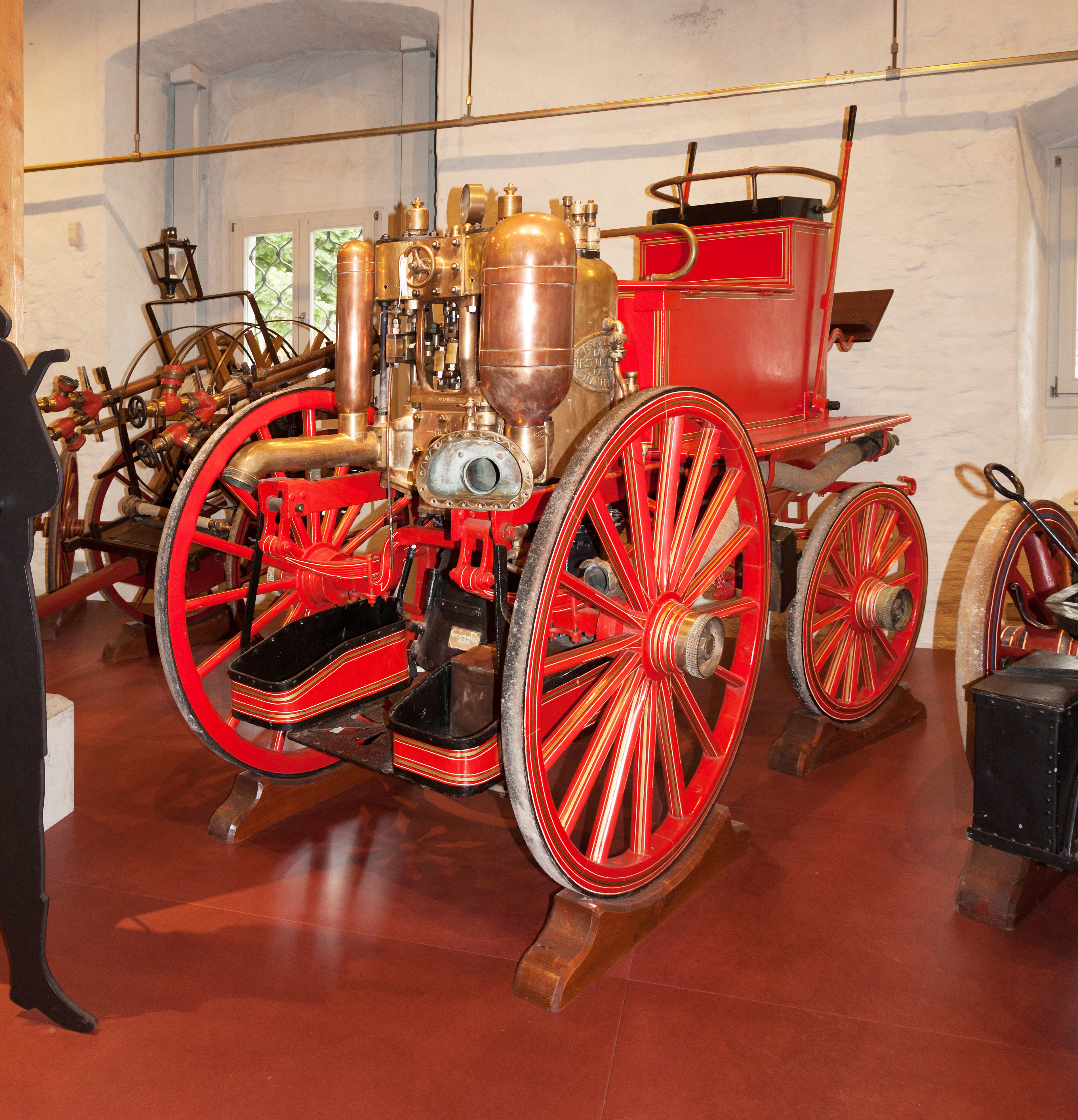
Merryweather hipomóvel, 1896.
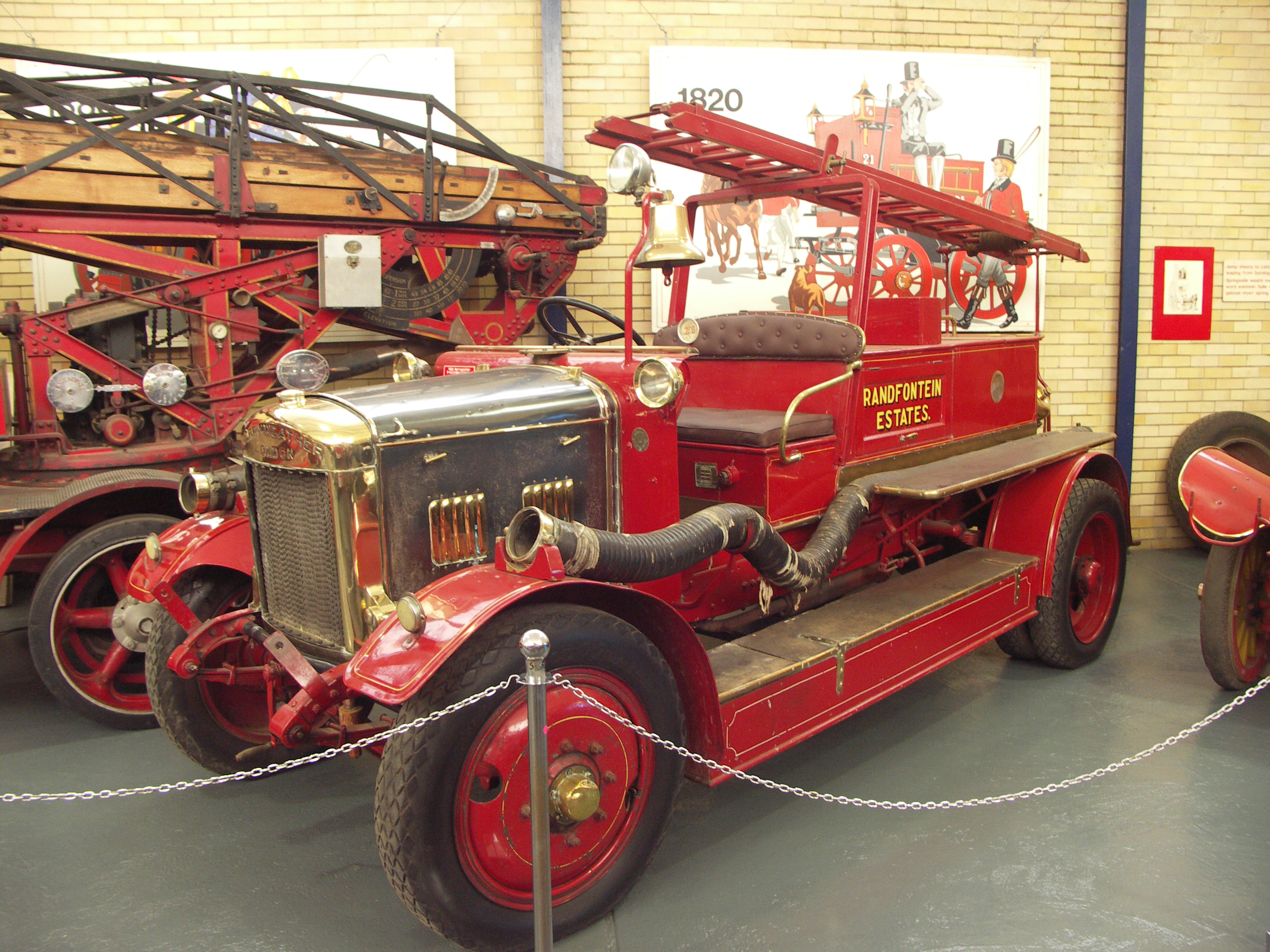
Viatura Merryweather 1924. África do Sul.
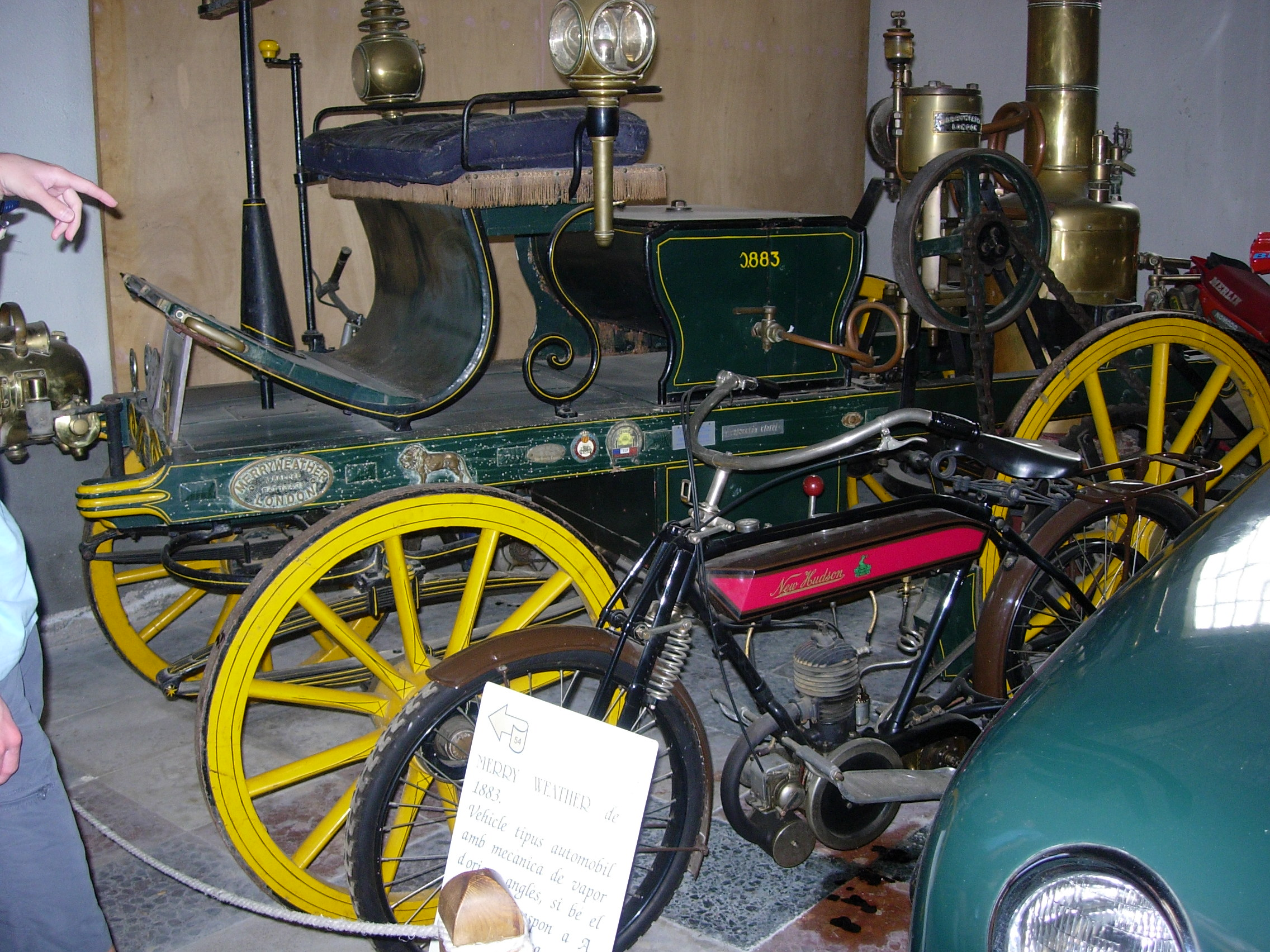
Museu do automóvel Salvador Claret, Catalunha, 1883.

## Referência
- Página com o histórico da Merryweather (em inglês)